# Гелиакический восход
Гелиаки́ческий (гелиака́льный) восхо́д (др.-греч. ἡλιακός — солнечный) — первый после некоторого периода невидимости восход небесного светила (звезды или планеты) непосредственно перед восходом Солнца: «восход в лучах утренней зари».
Ежегодные гелиакические восходы одной и той же звезды приходятся приблизительно на один и тот же день (±1 день) и могут использоваться для поддержания правильного счёта дней в календаре. Так, гелиакический восход Сириуса, предвещавший начинающийся в месяц Тота разлив Нила, играл особую роль в хронологии Древнего Египта и считался там началом года (см. Древнеегипетский календарь).
В процессе годового движения Солнце для земного наблюдателя перемещается среди звёзд прямым движением с запада на восток. Поэтому для части звёзд, заходящих на данной широте наблюдения, существуют промежутки времени, когда они находятся на дневном небе за (или рядом с) Солнцем. С течением времени Солнце перемещается относительно звёзд на восток, поэтому в конечном счёте звезда оказывается западнее Солнца и начинает восходить утром раньше, чем Солнце. Поэтому в какой-то момент времени звезда при её восходе перестаёт теряться в лучах утренней зари и становится доступной для наблюдения. Считается, что в данный день произошёл гелиакический восход звезды. На разных широтах гелиакический восход звезды не обязательно приходится на один день.
В связи с прецессией земной оси, имеющей период около 26 тыс. лет, дата гелиакического восхода звезды постепенно смещается; в частности, гелиакический восход Сириуса уже не совпадает с разливом Нила, как это было в Древнем Египте. Даты гелиакического восхода планет быстро изменяются ввиду движения планет по небесной сфере, причём для внутренних планет (Меркурия и Венеры) гелиакических восходов может быть более одного за год.